# Château de Gamay
Le château de Gamay  est une maison forte du XIIe siècle au finage de Saint-Aubin, canton de Nolay, arrondissement  de Beaune, dans le département de la Côte-d'Or en région Bourgogne-Franche-Comté. Inscrit aux Monuments historiques le 3 décembre 1991. Ne se visite pas sauf partiellement (voir les propriétaires) salles du XIVe siècle, salle basse, parc paysager à l'anglaise.

## Situation
Sur un chemin vicinal.

## Historique
Castel bourguignon construit au finage de Saint-Aubin, au cœur de la Côte des Blancs, en la Côte de Beaune, à flanc de coteau.
L'histoire de la seigneurie locale n'est pas bien connue à cause de son éclatement en plusieurs fiefs. Les seigneurs locaux possédèrent cette seigneurie conjointement ou successivement au cours des siècles et elle ne retrouva son intégrité territoriale qu'au XVIIIe siècle sous Étienne Bernard chevalier et noble dame Marie Du May, son épouse.
Cette seigneurie était en toute justice du ressort du bailliage de Beaune

### La Révolution
Saisie et vendu comme Bien national, sur Claude-Étienne Bernard de Sassenay, la seigneurie fut rachetée par 14 habitants, qui décident la démolition de la maison-forte sans toutefois parvenir à mettre leur projet à exécution. Le château est alors transformé en exploitation agricole avec adjonction de bâtiments hétéroclites.

### Période moderne
Le château fut racheté par la famille Chauvigny de Blot à la fin du XIXe siècle qui entreprit sa restauration.

## Architecture
Très remanié au fil des siècles, la bâtisse, malgré les dégradations successives, a conservé son esprit originel. Le château est compris dans la portion cadastral Al 1403, 1404.
Il s'inscrit dans un quadrilatère qu'entourent sur trois côtés des fossés. On accède à la cour intérieure par une porte charretière qui a subi des transformations. Au Levant et au Couchant de cette cour, appuyés sur d'anciennes courtines, se dressent des bâtiments typiques de l'architecture rural du XIXe siècle.
Le château se compose:
- D'un donjon de plan carré, flanqué à l'extrémité Sud-Ouest du corps de logis portant sur chaque face deux trous de hourdage, recouvert d'un toit en pavillon. Le rez-de-chaussée est coiffé d'une voûte d'ogives à pilier central.
- Le corps de logis au Sud, de plan carré, se compose d'un sous-sol, d'un rez-de-chaussée en surélévation auquel on accède par un escalier extérieur en pierre, à double volées. L'angle extérieur au Sud-Est comporte une tourelle tronquée, en surplomb. L'ensemble fut remanié au XVe siècle, à l'occasion de l'adjonction de l'aile basse. Cette partie du bâtiment fut très remanié au XVIIIe siècle.
- Une tourelle octogonale s'élève à l'angle intérieur Sud-Est, de la cour et renfermant un escalier en vis. Elle fut réalisée à la fin du XVe siècle, début XVIe siècle.

## Seigneurs et propriétaires
Liste non exhaustive, des seigneurs du XIVe siècle au XVIIIe siècle :
- de Fussey
- de Clugny
- Du May, (famille bourguignonne anoblie en 1387)
  - Paul Du May, Conseiller Laïc au Parlement, Sg de Saint-Aubin et Gamay (1511)[2].
  - Pierre Du May, Conseiller laïc au bailliage de Beaune, pourvu le 29 avril 1647 à la place de son frère Paul décédé et reçu le 6 août suivant[3]
- Bouton :
  - Philippe Bouton, alias Philippe Bouton de Chamilly (ancien nom de Jauche), (6 novembre 1607-24 mai 1653), Sg de St Aubin, Gamay, Jousanvaux, Mimande[4]
- du Montet :
  - Jean du Montet, escuyer, Sg de Lusigny, Grand-Mont, Saint-Aubain, et Gamay, époux de Melchionne de Clugny, parents de François
  - François du Montet, escuyer, Sg de Lusigny, Grand-Mont, Saint-Aubain et Gamay, époux de Marie de l'Énoncourt[5]
- Bataille de Mandelot :
  - Michel Bataille de Mandelot, Chevalier, Sg de Mandelot, Macilly, Lancey, La Chaux, Dampierre, Saint-Aubin et Gamay, né le 30 janvier 1637, cornette au Régiment de Bissy cavalerie. A fait les Guerres d'Italie avec lui et bien d'autres campagnes[6]. Il reprit en fief en la Chambre des Comptes le 16 juillet 1663 pour la demi part des terres de Mandelot, Macilly, Lancey acquise auprès de dame Lazarie Rousseau veuve  de Jean du Blé et pour l'autre moitié qui lui revenait de son père Philippe Bataille. Il épouse en 1664 Anne Colombe Le Goux. Il siége aux États de Bourgogne en 1665 - 1676 - 1691 - 1695 - 1696 - 1703 [7]-
- Bernard de Sassenay
- Lacurne
- Bernard

Au XXIe siècle :
- Le maire de Beaune, Alain Suguenot, y réside[8].

## Armoiries
- Armes de Paul Du May :

«  D'azur à un bafton noueux mis en fafce d'or, accompagné en chef de trois sautoirs alaifés aussi d'or, et en pointe d'une hure de sanglier de mefme armée d'argent »
- Cimier :

Une hure de sanglier
- Devise:

Coelum non vulnera